# 十字若望
聖十字若望（西班牙語：San Juan de la Cruz，本名Juan de Yepes Alvarez，1542年6月24日—1591年12月14日）是反宗教改革的主要人物，西班牙神秘學家，加尔默罗会修士和神父，出生在馬德里北部阿维拉附近的小鎮丰蒂韦罗斯，一个改宗基督教的犹太人的家庭之中。
聖十字若望是加尔默罗会的改革者，被认为与聖女大德蘭一同创立了赤足加尔默罗会。十字若望以写作著称，他的诗歌及其对灵魂成長的研究，被认为是西班牙神秘文学的巔峰，是西班牙文学的高峰之一。1726年，教宗本笃十三世封他为聖人。他被列为天主教眾位教會聖師之一。

## 早期生活和教育

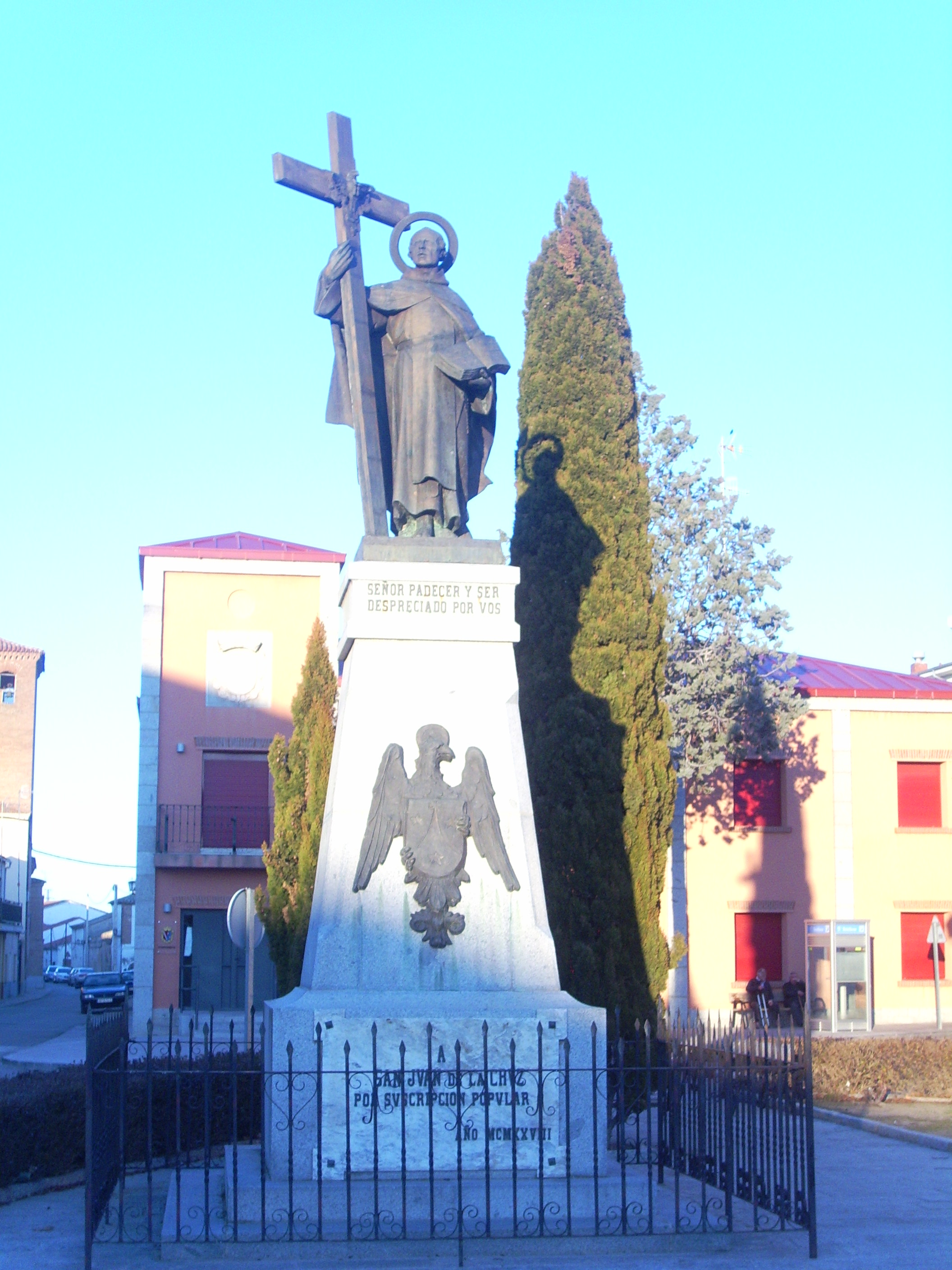
位於方田威羅斯的聖十字若望雕像，1928年由市民捐贈所作

若望成長於一個皈依基督教的猶太人家庭 ，父親是逸比氏的戈撒路（Gonzalo de Yepes），來自一個非常富有的家族，但由於戈撒路是一個孤兒，只好與舅父和他的家人一起居住。戈撒路為他的舅父工作，時常需要出差到西班牙的中部和北部，向一些從事絲綢貿易的富有親人作會計師。及後，戈撒路代表他的舅父到梅迪纳德尔坎波出差，於方田威羅斯內認識了年青女士嘉達蓮娜・雅娃瑞絲（Catalina Alvarez）（她是一個出生於窮等家庭的孤兒）。戈撒路與嘉達蓮娜墮入愛河，並於1529年戈撒路向家人宣佈他倆的婚訊，結為夫婦。可是，他的家人極力反對他們的婚姻。因此，戈撒路與家族脫離關係，並放棄過舒適的生活。嘉達蓮娜教他用紡織來維持家庭基本需要。
到了1542年，戈撒路與嘉達蓮娜共撫養著三個兒子 - 法蘭斯高（Francisco）（1530年）、路易斯（Luis）（年份不詳，因營養不良而離世）、若望（Juan）（1542年）。若望的父親因重病多年於1545年逝世，那時若望只有3歲。不久，次子路易斯亦因為家境窮困，營養不良而死去。之後，若望的母親嘉達蓮娜帶著他及長子法蘭斯高來到阿雷瓦洛。不久之後（大約於1551年），他們搬往梅迪纳德尔坎波，嘉達蓮娜亦能夠繼續靠賴紡織工作來維生。
若望曾在一所學校名為「教理學校」（Colegio de la Doctrina）寄宿，跟他一起生活都是孤兒或貧苦的孩童，並一起學習讀書和寫字。這是他第一次親嘗正規學習的滋味。根據若望的兄長所說，若望在這所學校度過了數天之後，他已學會了讀和寫。與此同時，若望決定在附近的奧斯定會作為一名輔祭為那裡的修女們服務。 長大後，若望在一家醫院工作，並於1559年至1563年間在一所耶穌會學校學習人文學科。那時耶穌會還是新興修會，幾年前剛由聖依納爵·羅耀拉創立。於1563年 ，若望加入了加爾默羅會，取會名聖瑪蒂亞·若望。
聖瑪蒂亞·若望修士於1564年公開宣發聖願成為加爾默羅會修士之後，前往薩拉曼卡，並於城市外的托爾梅斯河河岸的加爾默羅聖安德肋修會學校（Carmelite Colegio of San Andres）學習神學和哲學。 那學校是隸屬當時著名的萨拉曼卡大学，是當時歐洲四大名校之一（其他三所為巴黎大學、牛津大學、博洛尼亚大学），所以若望也在城中的大學上課。根據一些現代學者的意見，若望曾在當時著名的學者路易斯·德·莱昂門下學習。根據大學的註冊記載，他於1567年繼續註冊成為學生，修讀藝術； 於1567年至1568年的註冊記錄內，若望被稱為神父和神學家。

## 加入大德蘭的改革運動

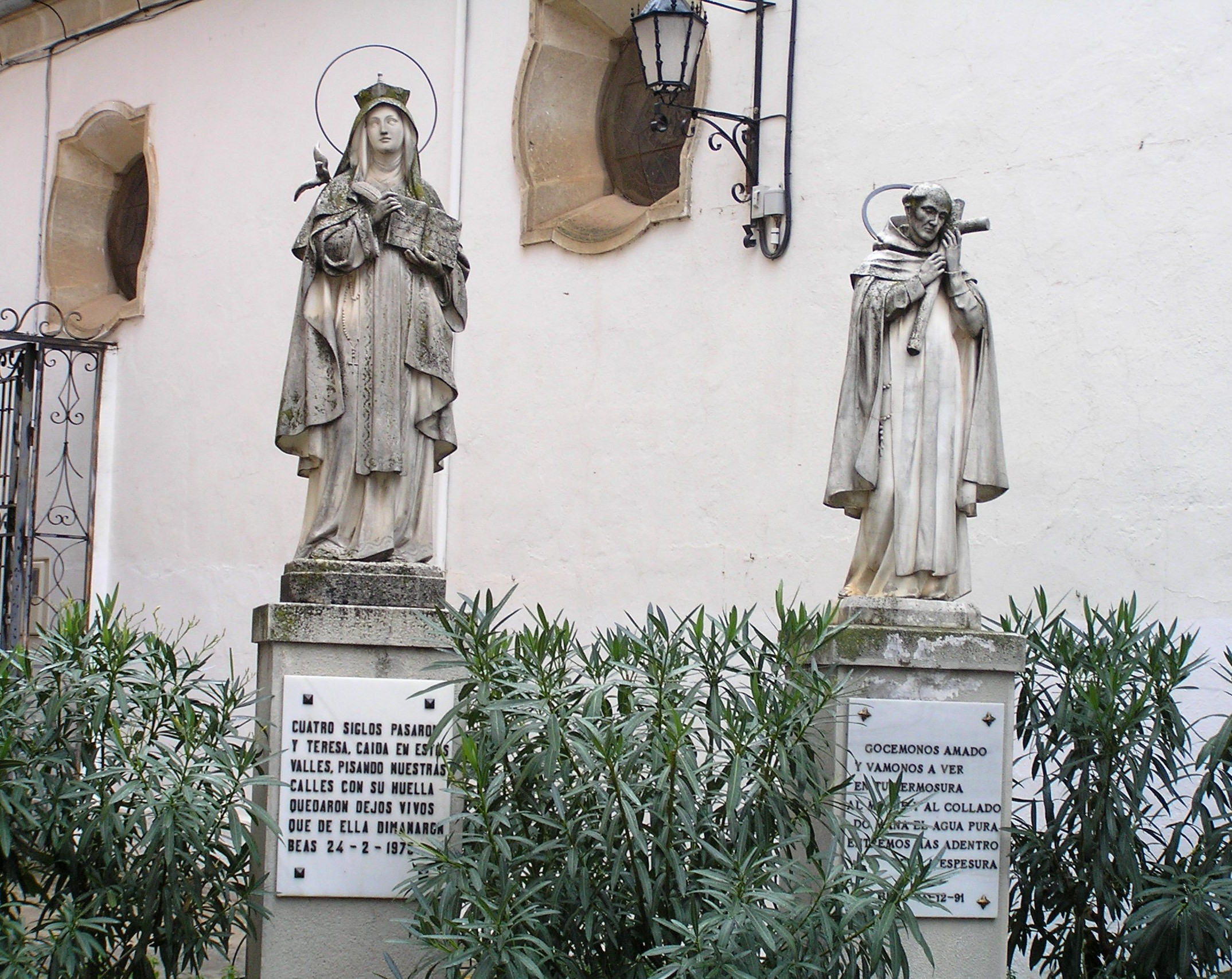
贝亚斯德塞古拉代表十字若望和亚维拉的德兰的塑像

在聖安德烈學校裡，若望修士所住的宿舍是斯巴達式（Sparitan），那時他自己已真心真意地選擇嚴格遵守古時加爾默羅會會規的要求。不過，他嚴謹的苦修令其他的修士弟兄與他疏離。到1567年，聖瑪蒂亞·若望修士的學業成就已夠資格，因此晉鐸為神父。同年9月，他從薩拉曼卡回到梅迪纳德尔坎波的旅途上，讓他有足夠時間認真地自我反省，並認為自己於加爾默羅會的生活模式還未夠嚴格，令他考慮加入迦爾都西會，因其注重的獨修和沉思默觀生活深深吸引著若望。與他同往甘布的麥地那的一位名叫伯多祿·德·奧羅斯高修士（Fray Pedro de Orozco），認為若望修士必須與亞維拉的大德蘭會面。正當那年，52歲的大德蘭去到甘布的麥地那這地方，為要建立她的第二間女修道院，而她一直長期致力於建立加爾默羅會中女修道院的改革，因為在她未開始改革運動以前，修會領袖們主張遵守緩和的會規，而她的理想是要建立一些女修道院，讓她們遵守原始的1209年訂立的會規生活（ "Primitive Rule" of 1209）。不久之後，大德蘭從伯多祿修士聽聞有關聖瑪蒂亞·若望（即十字若望）。於1567年的10月，伯多祿修士安排了一次若望修士與大德蘭會面的機會。
加爾默羅會的原始會規是相當嚴謹的，包括從9月14日的聖架節起至復活節止，完全禁止食肉和長時間的守齋（尤其在早課和晚課之間），保持過一種內省默觀的生活方式。不過，後來因1432年教宗恩仁四世頒布緩和通諭，有一些教宗甚至將會規變得更加緩和。大德蘭決意回復修會原始的會規，她的改革運動內容，除了重申禁食和默觀生活的原始會規之外，還有包括修袍的更改、不穿鞋而赤著腳、女修士要過隱居生活、男修士繼續努力作宗徒的工作，例如傳道、祝慶聖禮和靈修指導。 由於大德蘭的改革中恢復了赤足的禁令，因此改革的修會就顯著得從未改革的加爾默羅會中被區分出來，被稱作“赤足加尔默罗会”。
當大德蘭與若望修士傾談，並知道若望對生活刻苦的心志時，大德蘭勸阻若望加入迦爾都西會，邀請若望加入她的計劃。當若望在1568年完成了在薩拉曼卡最後一年的學業後，他跟隨大德蘭去了巴利亚多利德，在那裡成為了大德蘭的第一批追隨者之一。而後若望獲得了一座位於杜鲁埃洛（亞維拉與薩拉曼卡之間）的廢棄房屋的使用權，這座房屋先前被捐贈給大德蘭。在1568年11月28日，修道院正式建立，在那一天若望將自己的名字改為「十字若望」。
不久後，於1570年6月左右，修士們意識到修道院過於狹小，於是搬到了附近的小鎮下曼塞拉。之後，十字若望又相繼在帕斯特拉纳和埃纳雷斯堡建立了分院，後者被用於修士們進行學術培訓。1571年，若望前往亞維拉會見大德蘭，那時大德蘭已被選為聖母往見修道院（Monastery of the Visitation）的女院長。後來，十字若望成了大德蘭以及修院內130多名修女的神師與聽告解司鐸，同時也為城市中的廣大教友們服務。1574年，十字若望陪伴大德蘭前往塞哥维亚建立新修院，並在那裡停留了一周。文獻顯示，在1572年至1577年間，若望都居住在亞維拉。

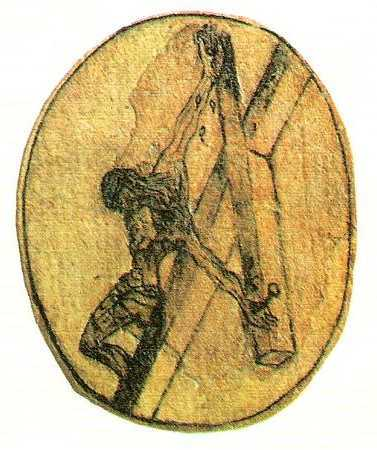
由十字若望所畫的耶穌受難，這幅畫啟發了萨尔瓦多·达利

1574年至1577年間的某一天，若望在亞維拉的降生修道院（Monastery of the Incarnation ）中祈禱，當若望在閣樓上凝望祭壇時，他在神視中看見了耶穌受難的情形，這促使他創作了著名的畫《從上方凝望基督》（from above）。1641年，這幅小畫被放置於聖體光中，保存於亞維拉。這幅畫後來啟發了萨尔瓦多·达利繪製了他1951年的作品十字若望的基督.

## 逝世
1591年12月14日，十字若望於乌韦达因丹毒（也可能是蜂窝性组织炎）去世，死前他不斷唸著：「吾主，我將我的靈魂交於您的手中」的經文。。後世尊稱十字若望為「神祕博士」(doctor mystique)、默觀者、神秘神學、西班牙詩人、神學家的身分。他的生命不僅標記出「十字架」的意義，更為世人留下信德煉淨超昇的典範。他留下的著作對後世的影響很大，成為默觀生活者的祈禱指引。

## 相關著作
十字若望被認為是西班牙語最重要的詩人之一。 儘管他的全部詩歌加起來不到2500節，但因其寫作風格和豐富的象徵意義而被廣泛認為是西班牙詩歌的傑作。 他的神學著作經常包含詩歌的評論，所有作品均寫於1578 年至 1591 年。他的主要著作包括《心靈的黑夜》、《攀登迦密山》、《神修之歌》，以及《愛的活火》等。另可參考依恩瑪竇神父撰寫的《天主的撞擊（页面存档备份，存于）》作為導讀，裡面也夾敘了十字若望的生平。
他在《心靈的黑夜》一書中，以四點討論與天主結合之道：(1) 靜默的祈禱；(2) 與主同行；(3) 神魂超拔；(4) 分享天主的生活，表達他的神秘神學。十字若望在他的著作《加爾默羅山的上昇》中指出，與天主神秘結合的神魂超拔，是在痛苦中被導引而出的。
《神修之歌》是一首以新娘代表靈魂，尋找並擔心失去以新郎代表耶穌基督的詩歌，當兩人重逢時，都充滿了喜悅。 它可以被視為《雅歌》的西班牙語版本。當時，聖經的白話文翻譯是被禁止的。 這首詩的前 31 節創作於 1578 年，當時若望被囚禁在托萊多。 他逃亡後，比亞斯的修女們讀了這首詩，並抄寫了這些詩節。 在接下來的幾年裡，若望又增加了更多的詩節。 如今《神修之歌》有兩種版本：一種有 39 節，另一種有 40 節，其中一些節的順序不同。 這首詩的評論第一次修訂於 1584 年，應安娜·德·耶穌的要求，當時她是格拉納達赤足加爾默羅會修女的女修道院院長。 第二版寫於 1585 年 6 月，其中包含更多評論的細節。
《攀登迦密山》是有關靈魂尋求與上帝完美結合的苦行以及沿途遇到神秘事件的系統研究。 儘管它一開始是對《心靈的黑夜》的評論，但在這首詩的前兩節之後，它很快就變成了一篇完整的論文。 它被創作於 1581 年至 1585 年之間。
一首四節的作品《愛的活火》描述了當靈魂回應上帝的愛時一種更大的親密感。 它的第一個版本於 1585 年至 1586 年間在格拉納達寫成，顯然是在兩週內完成的，而第二個版本則於 1591 年在拉佩努埃拉寫成。
這些作品與他的《光與愛的語錄》以及特蕾莎自己的著作一起，是西班牙語最重要的神秘作品，對後來世界各地的屬靈作家產生了深遠的影響。 他們包括：T. S. Eliot、Thérèse de Lisieux、Edith Stein（十字架的特蕾莎·本篤）和托馬斯·默頓。 據說若望也影響了哲學家（雅克·馬裡坦）、神學家（漢斯·烏爾斯·馮·巴爾塔薩）、和平主義者（多蘿西·戴、丹尼爾·貝裡根和菲利普·貝裡根）和藝術家（薩爾瓦多·達利）。 教宗若望保祿二世寫了關於十架若望的神秘神學的神學論文。

## 思想
「空無的理論」(doctrine of the void) 是十字若望的靈修與神秘思想之核心。在天主教會史上，十字若望是屬於特利騰(Trent) 大公會議後期時代的靈修人物，他所流露的是具有西班牙神秘特性的靈修。但在十字若望之前，依納爵‧羅耀拉與阿維拉的聖德蘭(大德蘭) 都已經開啟了靈修的風範，大概在1567年，大德蘭更與十字若望成為忘年之交，往後兩人同心策畫改革修道院的靈修，1572~77年間是十字若望靈修成長最快的階段，這時的十字若望能進入神化結合的神秘境地。
若要對於十字若望的靈修有更深刻的了解，就要認識他的作品。「神婚」（spiritual marriage）或者「結合」（union）是十字若望與大德蘭靈修的主題，神婚是指靈魂在上主之內全然的變形(total transformation)，而在如此的變形中，相愛的情人不會喪失人格特徵，靈魂與上主在愛中結合為一體，靈魂活出了上主榮耀的形象和位格，不過創造者與被造物的區別仍然存在。人有內外感官，靈魂有感情與精神的能力(理智、意志、記憶)，對於人的這些官能，是要空虛它們，好成為上主之德所運行的場所，如此就是為它們找到應有的地位。對於十字若望的靈修基本觀念，歐邁安(Aumann)神父指出：「聖若望的基本神學是：天主是一切，而受造物是虛無。因此，為了達到聖化，達到與天主完全共融的境界，人必須對身體及靈魂所有的力量和官能，進行深入而劇烈的淨化。」  而他的四本著作，所關心的基本上就是這主題。
靈修學歷史上，《心靈的黑夜》與《攀登加默山》兩書多被視為一組，又把《愛情的烈焰》、《心靈之歌》看成另一組；也有人主張《心靈的黑夜》是接續《攀登加默山》的含意，再加以融合的作品。而在傳統的神學上所謂上主的「超越」與「內在」之奧秘，在十字若望的靈修神學中，形成一種「黑暗」與「光明」的模式；聖師所要表達的是，靈修生活的目標是一種愛的結合，基督徒透過信、望、愛，靈魂得以與神相似或說是與神相等，是一種相似或相等的結合。
靜觀的三個階段是十字若望的靈修著作中一個很重要的主題。靜觀是天主對於靈魂的語言，是純粹精神對純粹精神的對話，是一切低於精神的感官所無法知覺的，對感官來說便是屬於秘密的。靜觀是屬於上主的，具有秘密的屬性且超過人自然的能力，是導引靈魂至與上主完美結合的途徑，這一路途並非人所能了解，只能為那不可知、「上智的無知」所帶領。
空無（Nada）是十字若望靈修的基本特徵；空無到一切只為耶穌基督。這種空無的理論所講的也是一種死亡，一種生自我們內心的死亡，一種有生命動力的工作 — 死亡。對十字若望而言，「空無」與「黑暗」常常是通用的，在《攀登加默山》裡，他認為剝削自己的興趣，就像生活在黑暗與空無，而這種剝削對於靈魂來說是一種黑夜。在十字若望的著作中，「空無」、「無」、「黑暗」三個名詞交替使用。空無是一種靈修方法，從天主而來的能力；若從基督信仰的立場，基本上認為「空無」、「無」並非只是修煉而來的工夫，空無既是靜觀的境界，也是靜觀的方法；靜觀的被動與無區分特性，更襯托出空無的能力來自上主。

## 扩展阅读
- [灵魂的黑夜：神秘主义文学的杰作]. 道布尔戴出版社. 1959. ISBN 978-0-385-02930-8 （英语）.
- Howells, E. Julia A. Lamm , 编.  [西班牙的神秘主义和宗教复兴：依纳爵·罗耀拉、亚维拉的德兰和十字若望（16世纪，西班牙）]. Blackwell Companion to Christian Mysticism. 牛津: 威利-布莱克威尔（英语：Wiley-Blackwell）. 2012 （英语）.
- Kavanaugh, K.  [十字若望：光明与爱的医生]. 2000 （英语）.
- Matthew, Iain.  [上帝的影响，圣十字若望传闻]. 霍德与斯托顿（英语：Hodder & Stoughton）. 1995 （英语）.
- Nau, Sr. Pascale-Dominique.  [当上帝讲话时：圣十字若望和僧侣阶梯中的莱克提奥·迪维娜（英语：Lectio Divina）]. 罗马: Lulu.com（英语：Lulu.com）. 2011 （英语）.
- Payne, Stephen.  [十字若望与神秘主义的认知价值]. 1990 （英语）.
- 埃迪特·施泰因.  [十字架的科学]. The Collected Works of Edith Stein 6. Sister Josephine Koeppel. 焦糖石（英语：Discalced Carmelites）. 2011 （英语）.
- 罗恩·威廉姆斯.  [知识的创伤：从新约到圣十字若望的基督教灵性]. 1990 （英语）.
- 若望保禄二世.  [圣十字若望的信仰]. 1981 （英语）.